# Dobrivoje Marković
Pour les articles homonymes, voir Marković.
Dobrivoje Marković (en serbe cyrillique : Добривоје Марковић), né le 22 avril 1986 à Teslić (Yougoslavie aujourd'hui en république serbe de Bosnie), est un joueur international serbe de handball. Il mesure 1,88 mètre, pèse 81 kilos et joue au poste d'ailier gauche.

## Palmarès
- Championnat d'Europe
  -  Médaille d'argent au Championnat d'Europe 2012,  Serbie
  - 12e place au Championnat d'Europe 2018,  Croatie

- Jeux olympiques
  - 12e place aux Jeux olympiques,  Royaume-Uni

- Championnat du monde
  - 10e place au Championnat du monde 2011,  Suède